# Андреевка (посёлок, Волновахский район)
Андре́евка (укр. Андріївка) — посёлок, входит в состав Андреевского поселкового совета Волновахского района Донецкой области. Андреевскому поселковому совету административно подчинены сёла Бахчевик, Дружное, Обильное.

## История
Поселение основано в 1882 году и до 1945 года носило название Карань.
В 1938 — присвоено статус посёлок городского типа, в 1939 году здесь была открыта школа.
Во время Великой Отечественной войны в 1941—1943 посёлок находился под немецкой оккупацией.
В 1968 году крупнейшим предприятием являлся гранитно-щебёночный завод, также здесь действовали несколько предприятий пищевой промышленности.
В 1978 году здесь действовали совхоз, щебёночный завод, гранитный карьер, элеватор, средняя школа, медицинская амбулатория, фельдшерско-акушерский пункт, клуб и две библиотеки.
После начала вооружённого конфликта на востоке Украины весной 2014 года посёлок оказался в зоне боевых действий, 11 декабря 2014 года постановлением Верховной Рады Украины посёлок был передан из состава Тельмановского района в Волновахский район.

## Население
Количество на начало года.
| Год  | Количество жителей |
| ---- | ------------------ |
| 1959 | 5907               |
| 1968 | 4,2 тыс.           |
| 1975 | 3800               |
| 1979 | 3895               |
| 1987 | 3700               |
| 1989 | 3606               |
| 1992 | 3700               |
| 1998 | 3500               |
| 2002 | 3325               |
| 2003 | 3259               |
| 2004 | 3183               |
| 2005 | 3157               |
| 2006 | 3090               |
| 2007 | 3024               |
| 2008 | 3007               |
| 2009 | 2986               |
| 2010 | 2970               |
| 2011 | 2915               |
| 2012 | 2901               |
| 2013 | 2839               |
| 2014 | 2795               |
| 2015 | 2737               |

## Транспорт
Железнодорожная станция Карань Донецкой железной дороги.
Кроме того, через посёлок проходит автомобильная дорога Т-0512.

## Местный совет
87120, Донецкая область, Волновахский район, Андреевский поссовет, пгт Андреевка, ул. Рудченко, 25; тел. 2-43-36.